# Política sobre drogas en los Países Bajos

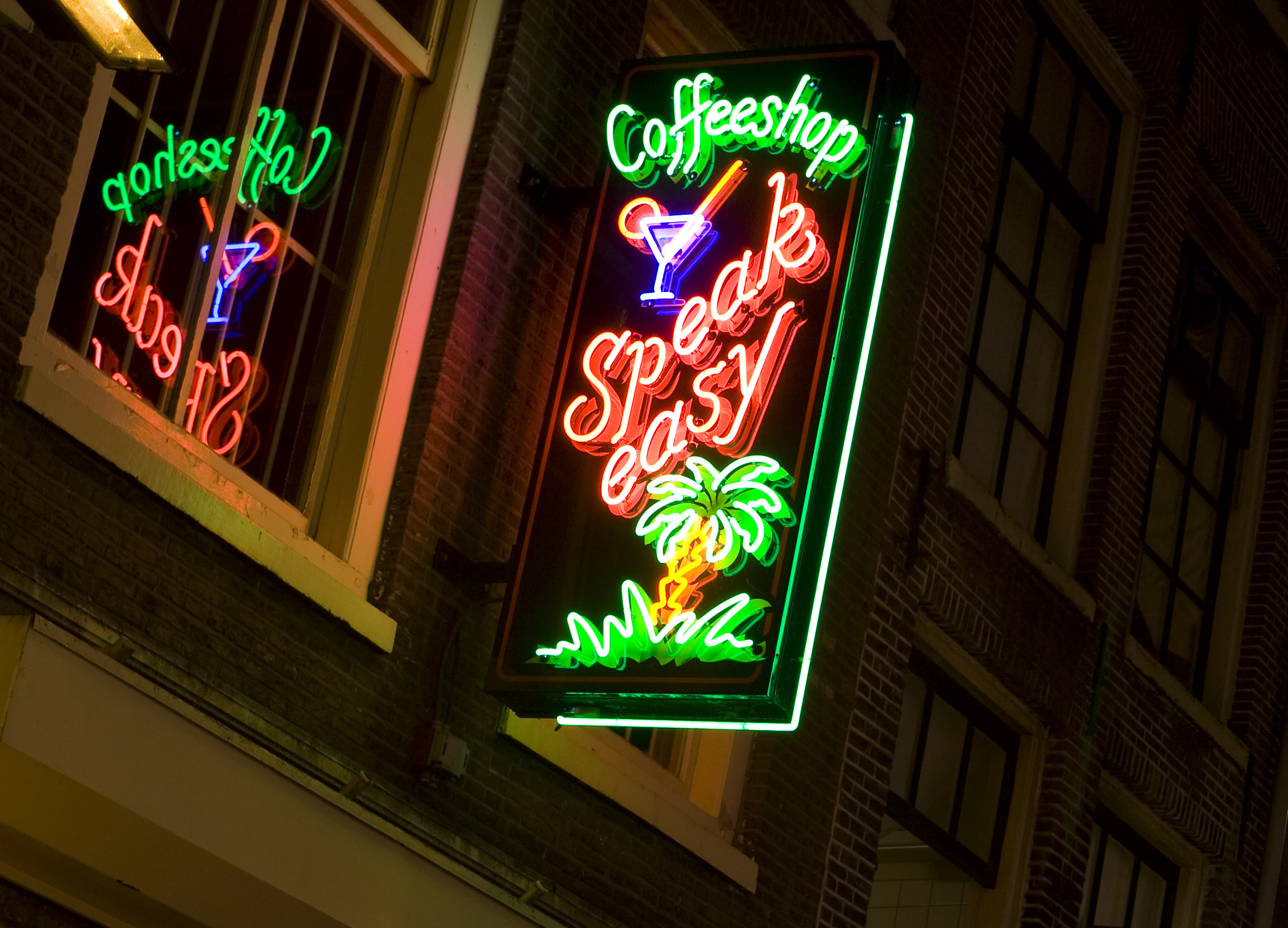
Coffee shop en Ámsterdam.

La política referente a las drogas en los Países Bajos se basa oficialmente en cuatro objetivos principales:
1. Prevenir el uso recreativo de las drogas y dar tratamiento y rehabilitar a los consumidores que hagan un uso recreativo de drogas.
2. Reducir los posibles daños que pudiera causar la droga.
3. Eliminar las molestias que pudieran causar los consumidores de drogas, concretamente molestias al orden público o a la seguridad ciudadana.
4. Combatir la producción y el tráfico de las drogas recreacionales.[1]

Muchos legisladores en los Países Bajos creen que el problema ha demostrado ser irresoluble y que, por tanto, es mejor intentar controlar y reducir el daño que continuar con leyes punitivas que tienen diversos resultados. Por otro lado, otros muchos países adoptan la postura de que el uso de drogas con fines recreativos es dañino para la sociedad y, por ello, debe quedar al margen de la legalidad y ser combatido. Esta diferencia en sus planteamientos ha producido varias fricciones entre los Países Bajos y otros países de su entorno, especialmente en lo referente a la política sobre el consumo del cannabis. Las fricciones más notables han tenido lugar con Francia y Alemania. Por otro lado, en 2004, Bélgica parecía estar acercándose hacia el modelo neerlandés y un puñado de legisladores locales en Alemania propusieron realizar experiencias basadas en el modelo neerlandés. Suiza, por su parte, ha venido desarrollando un acalorado y largo debate sobre la conveniencia de seguir el modelo neerlandés en lo referente al cannabis. El resultado de este debate fue un rechazo en 2004 y actualmente existe una Iniciativa popular en marcha a este respecto. 
En los últimos años, ciertas variedades de cannabis con muy altas concentraciones de THC y el auge del turismo de droga han forzado a replantear la actual política sobre drogas.
Mientras que la legalidad del cannabis continúa siendo un asunto controvertido, la introducción de un tratamiento de asistencia a heroinómanos ha sido aplaudida por mejorar notablemente la salud y la situación social de los adictos a esta sustancia. Este tratamiento consiste en la administración de heroína sintética a los adictos que no hayan reaccionado a otros tratamientos y fue introducido en 1998. Hacia 2010 un estudio probó que los heroinómanos habían desaparecido de las calles y el tratamiento dejó de ser considerado como una prueba para oficializarse y convertirse en tratamiento estándar. El mismo estudio demostraba que suponía un ahorro económico importante. Igualmente el número de heroinómanos ha caído un 30% desde 1983.

## Salud pública
La venta a gran escala, la producción, la importación o exportación están perseguidas por ley incluso si solo proporcionan a los coffee shops la cantidad legal. El método que usan los coffee shop para conseguir las sustancias que venden no suele ser investigado pero es ilegal, y así se genera una situación contradictoria que facilita la participación en el sector del crimen organizado. Esta contradicción se ha señalado como motivo para cambiar las políticas sobre drogas blandas. En todo caso el cultivo de plantas ha utilizado frecuentemente tecnología de invernaderos para el cultivo ilegal de cannabis, lo cual ha derivado en un incremento de la concentración media de THC de un 9% en 1998 a un 18% en 2005.